# 短穗鱼尾葵

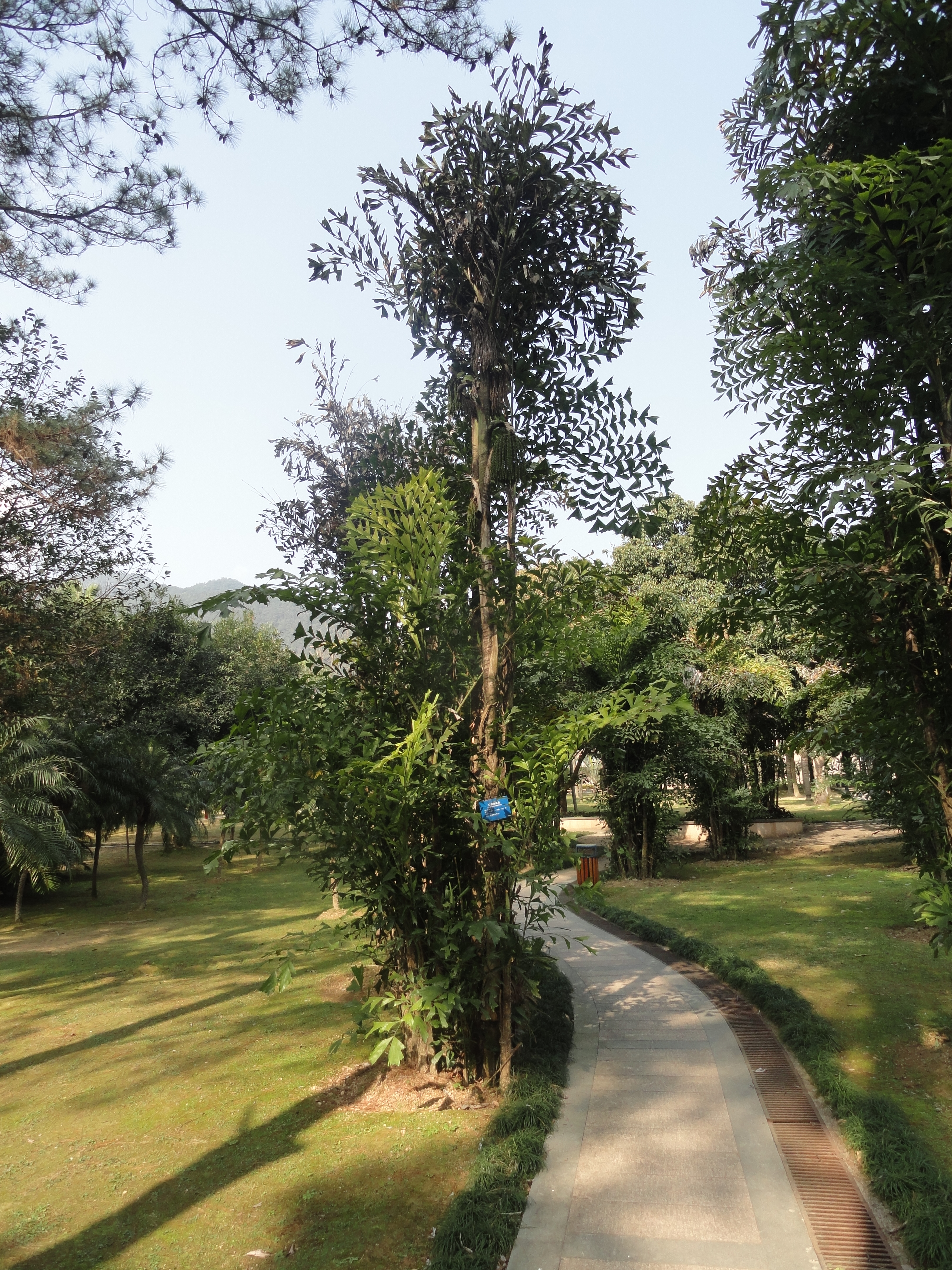
福州国家森林公园拍摄的短穗鱼尾葵

叢立孔雀椰子（学名：Caryota mitis）又名短穗鱼尾葵，为棕榈科鱼尾葵属下的一个种，原產於東南亞和中國南部，後來被移植到拉丁美洲等世界其他地區。其高度可達10米，葉子長度可達3米，開紫色花，結紅色或紫色果實。

## 命名
叢立孔雀椰子學名中的屬名Caryota由希臘文karyon(堅果)締造而來，意指該植物果實為內果皮堅硬的核果，中文稱為孔雀椰子屬或是魚尾葵屬。種小名mitis為「無刺的」的意思，文獻紀錄中，這種植物全株無刺。中文命名裡的孔雀出自此種棕櫚樹的葉序結構有如孔雀的尾巴，叢立則指地面上有很多樹幹叢生一起的特徵-主幹上沒有分支。

## 特質
叢立孔雀椰子雖然全株無刺，但它魚尾狀小葉的邊緣具不規則撕裂狀，幼芽時所有小葉集中一起，觸碰會有刺痛感覺。需特別留意的是它的果實汁液會讓人奇癢無比。在《中國植物誌》的記載裡，叢立孔雀椰子莖的髓心含有可食用澱粉，花序液汁含糖分，可製糖或釀酒。或許因為可以釀酒，所以它也有酒椰子的別名，但臺灣目前幾乎沒有看到有人如此使用。

## 用途
葉子構造特殊、美麗的叢立孔雀椰子除做為園藝觀賞，種子可做念珠。臺灣市場上可以看到一些用「銀線菩提子」作成的手鍊或項鍊，這些所謂的「銀線菩提子」、「小銀線菩提子」或「金線菩提子」大多來自孔雀椰子屬(Caryota)植物，收集種子後再加以研磨拋光而成。

## 圖片

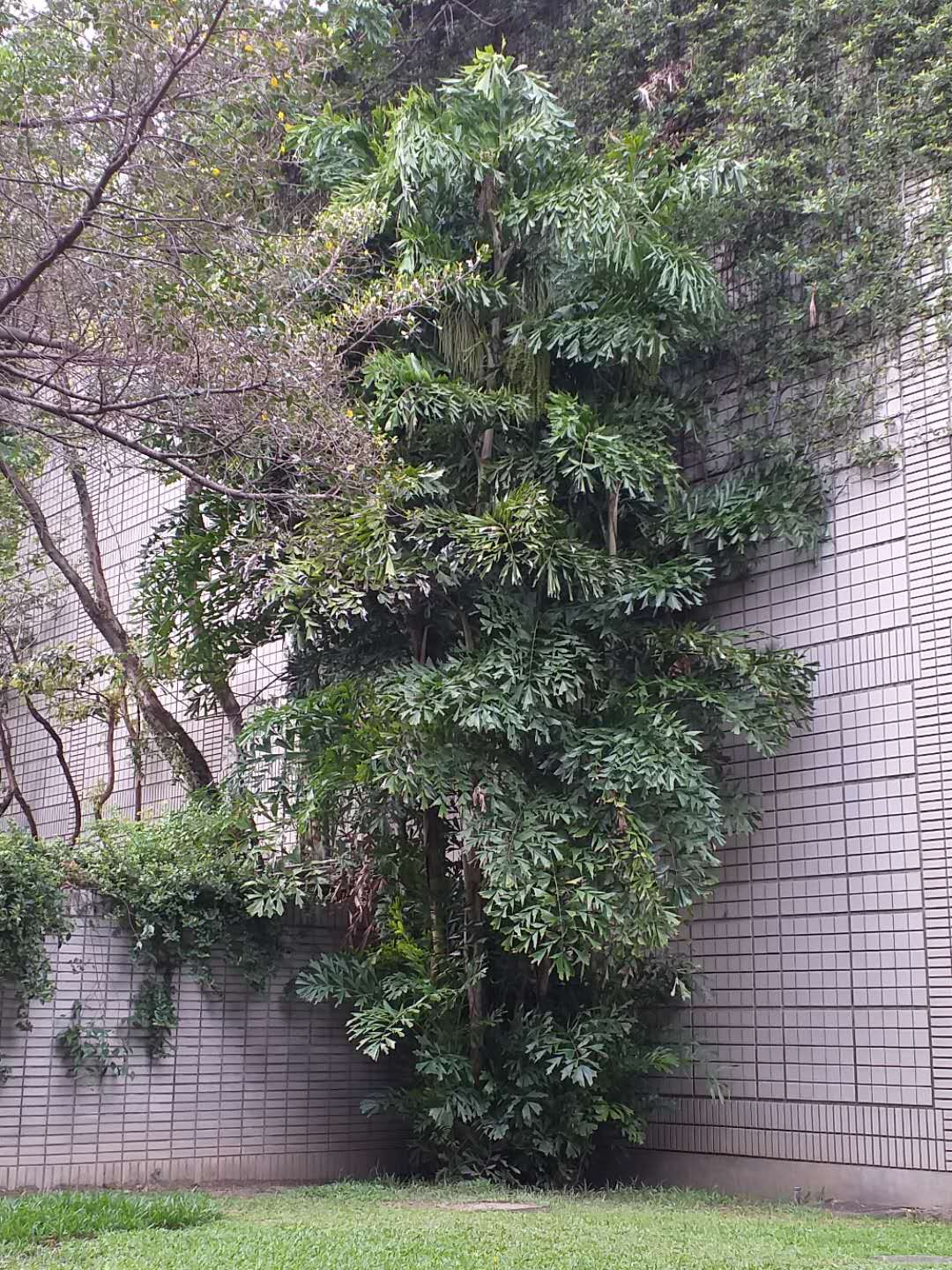
植株
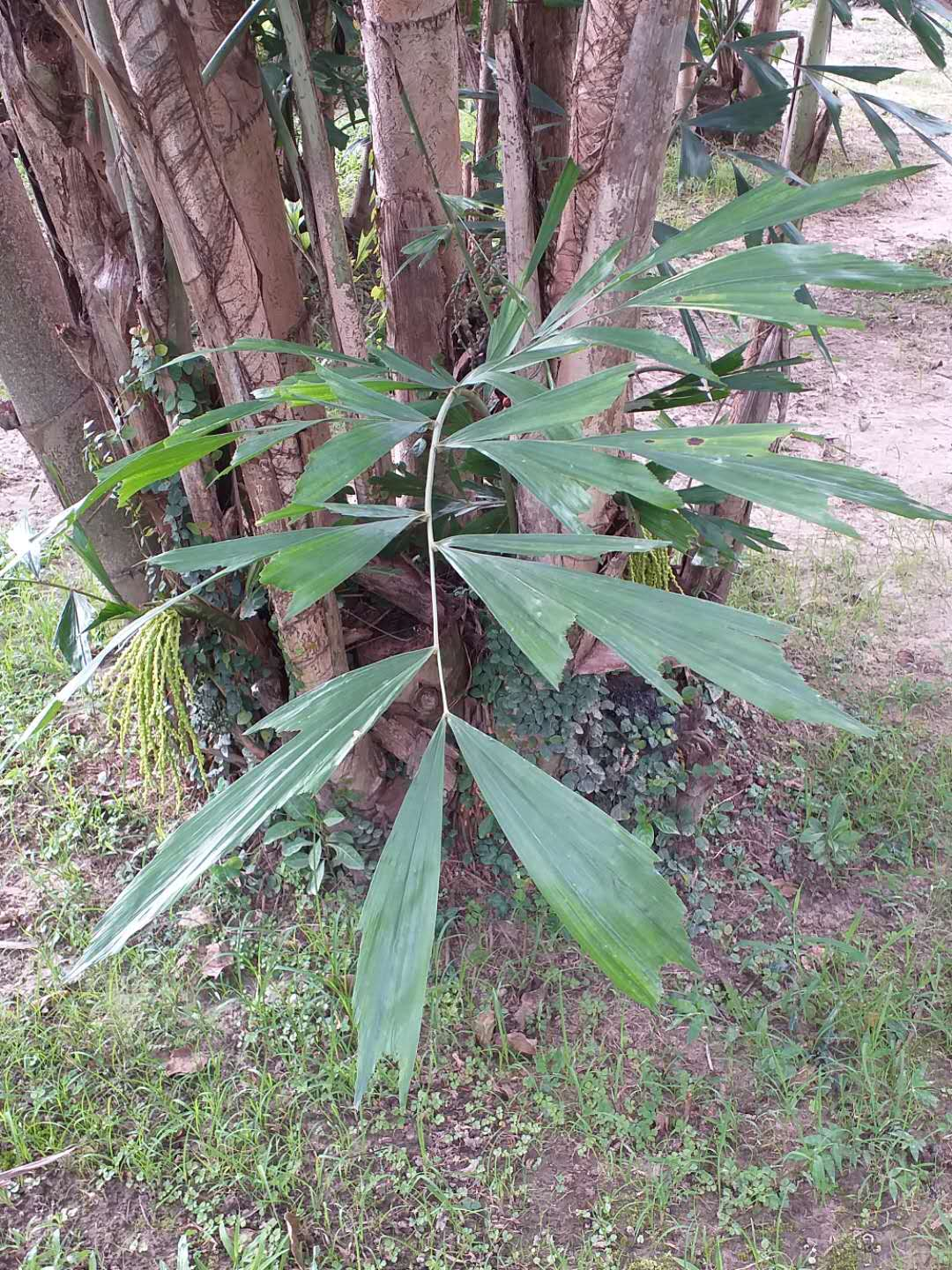
樹幹叢生特質
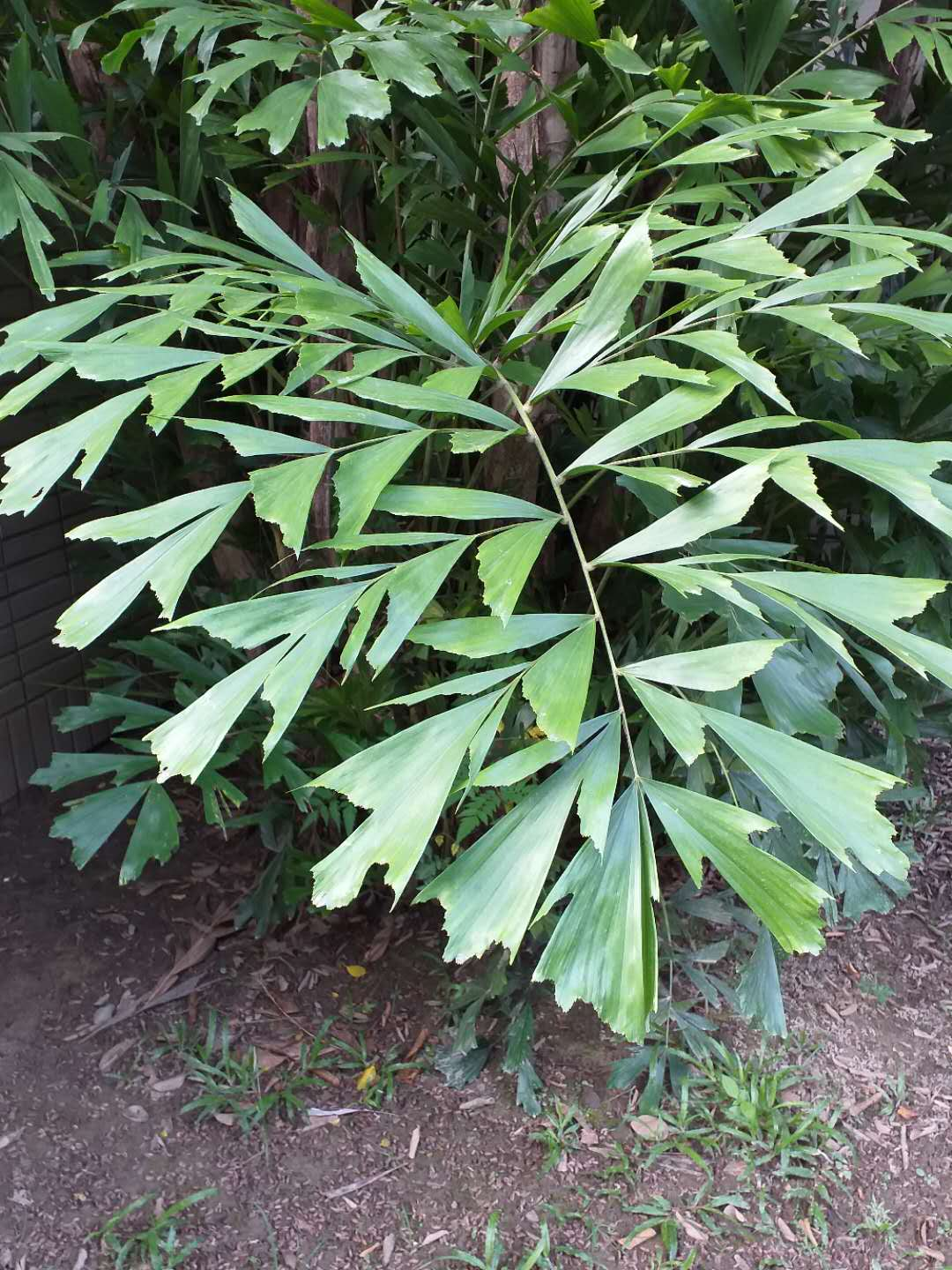
葉序
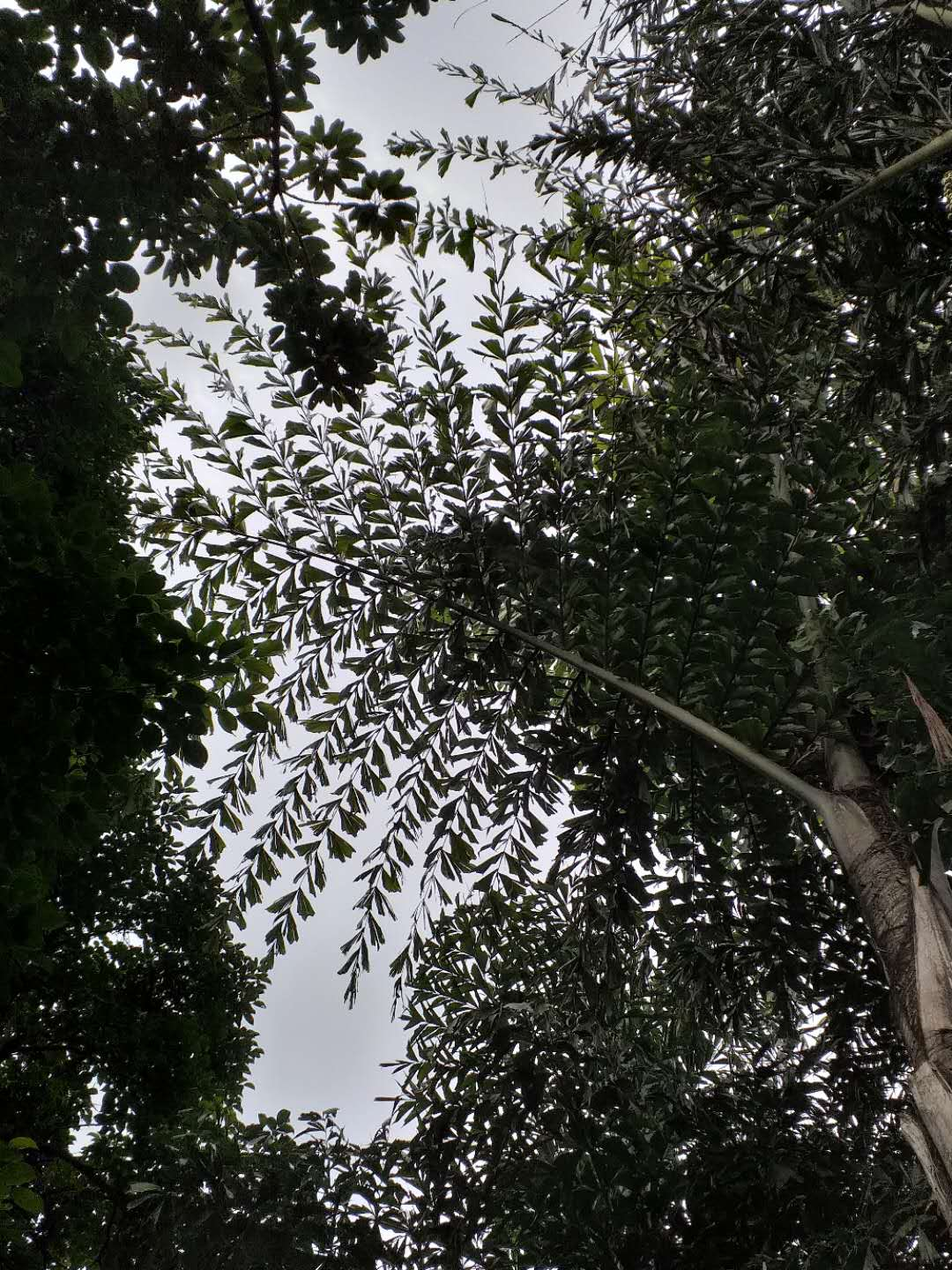
葉序
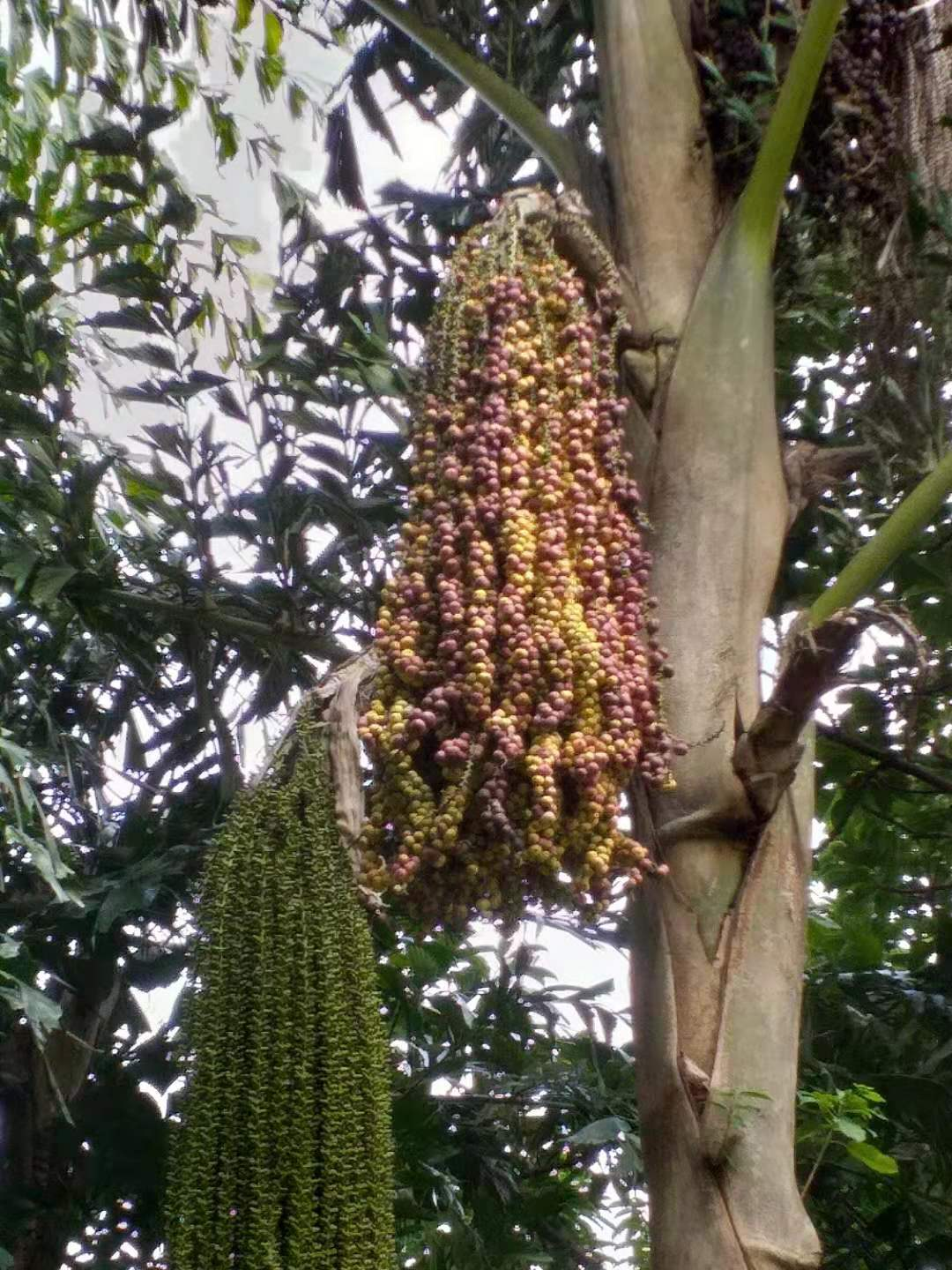
果實
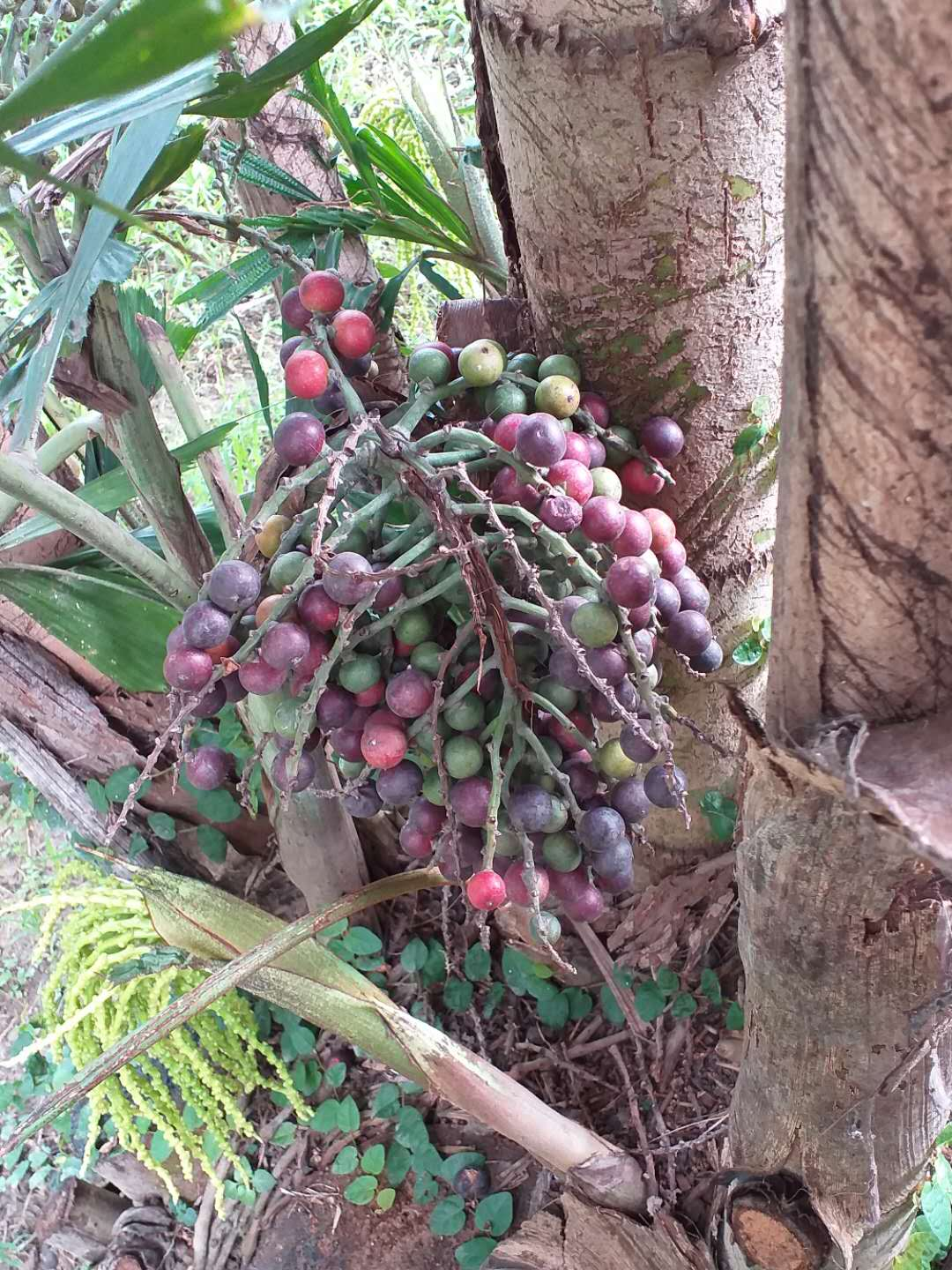
果實

## 引文出處
1. ↑  Berendsohn, W.G., A. K. Gruber & J. A. Monterrosa Salomón. 2012. Nova Silva Cuscatlanica. Árboles nativos e introducidos de El Salvador. Parte 2: Angiospermae – Familias M a P y Pteridophyta. Englera 29(2): 1–300.
2. ↑  Idárraga-Piedrahita, A., R. D. C. Ortiz, R. Callejas Posada & M. Merello. (eds.) 2011. Flora de Antioquia: Catálogo de las Plantas Vasculares 2: 9–939. Universidad de Antioquia, Medellín.
3. ↑  Linares, J. L. 2003 [2005]. Listado comentado de los árboles nativos y cultivados en la república de El Salvador. Ceiba 44(2): 105–268.
4. ↑  Molina Rosito, A. 1975. Enumeración de las plantas de Honduras. Ceiba 19(1): 1–118.
5. ↑  ORSTOM. 1988. List of Vascular Plants of Gabon with Synonymy, Herbier National du Gabon, Yaounde.
6. ↑  Loureiro, João de. Flora Cochinchinensis 2: 569–570. 1790.
7. 1 2 3  . （原始内容存档于2019-08-30）.

## 扩展阅读
- 維基物種上的相關：短穗鱼尾葵